# Red Dead
Red Dead ist eine seit 2004 erscheinende Reihe von Action-Adventures mit Western-Setting des US-amerikanischen Publishers Rockstar Games. Ihr Debüt hatte die Reihe mit dem von Rockstar San Diego entwickelten Red Dead Revolver für PlayStation 2 und Xbox. 2010 folgte aus demselben Hause Red Dead Redemption für PlayStation 3 und Xbox 360 mit der eigenständigen Erweiterung Undead Nightmare. Im Vorfeld der Veröffentlichung von Redemption ging das kostenlos spielbare Browserspiel Gunslingers zur Vermarktung des Hauptspiels via Facebook online. 2018 erschien der von Rockstar Studios entwickelte Nachfolger Red Dead Redemption 2 für PlayStation 4, Xbox One, Windows und Stadia. Dessen Online-Mehrspielerkomponente Red Dead Online erschien 2019 als eigenständiger Titel.
Red-Dead-Autor Dan Houser stellte 2018 in einem Interview abhängig vom Erfolg von Red Dead Redemption 2 einen weiteren Serienteil in Aussicht.

## Spiele
| Jahr | Titel                                 | Entwickler         | Ursprüngliche Plattform(en)              |
| ---- | ------------------------------------- | ------------------ | ---------------------------------------- |
| 2004 | Red Dead Revolver                     | Rockstar San Diego | PlayStation 2, Xbox                      |
| 2010 | Red Dead Redemption: Gunslingers      | Rockstar Games     | Webbrowser                               |
| 2010 | Red Dead Redemption                   | Rockstar San Diego | PlayStation 3, Xbox 360                  |
| 2010 | Red Dead Redemption: Undead Nightmare | Rockstar San Diego | PlayStation 3, Xbox 360                  |
| 2018 | Red Dead Redemption 2                 | Rockstar Studios   | PlayStation 4, Xbox One, Windows, Stadia |
| 2019 | Red Dead Online                       | Rockstar Studios   | PlayStation 4, Xbox One, Windows, Stadia |